# Джамму (місто)
Джа́мму (догрі जम्म, урду جموں, англ. Jammu) — місто в індійському штаті Джамму та Кашмір. Друге за величиною (після Срінагара) місто штату. Завдяки численним старовинним храмам та мечетям Джамму відоме як «Місто храмів».
З листопада по квітень завдяки сприятливому клімату Джамму є «зимовою столицею» штату; саме тут у ці місяці знаходиться місцевий уряд, який влітку переїздить до Срінагару.

## Історія
Джамму згадується в давньоіндійському епосі «Махабхарата». Результати археологічних розкопок у Ахнурі (приблизно за 32 км від міста) підтверджують, що місто було частиною харапської цивілізації. У Джамму були також знайдені артефакти імперії Маур'їв, Кушанської імперії та періоду Гуптів. Після 480 р. н. е. район міста контролювався ефталітами. З 565 по 670 рік регіон контролювали правителі з кушано-ефталітської династії, з 670 року — з династії Шахів. В XI столітті контроль над містом встановили Газневіди. Джамму згадувався у зв'язку з військовими походами Тамерлана. Джамму в різні періоди контролювали Великі Моголи, сикхи та британці. З 840 по 1816 рік панівною династією в Джамму були Діви, які підтримували ізоляцію міста.
1897 року було прокладено 43-кілометрову залізничну гілку, що з'єднала Джамму з Сіялкотом. Під час поділу Індії та Пакистану гілку було демонтовано, й місто залишилося без залізничного сполучення аж до 1971 року, коли була відкрита залізнична лінія Патханкот — Джамму Таві. Станція Джамму Таві була відкрита 1975 року. Джамму був зимовою столицею князівства Джамму та Кашмір з 1846 по 1952 рік. Після утворення штату Джамму та Кашмір Джамму зберіг статус зимової столиці.

## Фізико-географічна характеристика
Місто Джамму розташоване в південно-західній частині штату, на висоті 326 м над рівнем моря. З півночі, сходу та північного сходу місто оточене гірським хребтом Сивалік, а з північного заходу — хребтом Трикута. Місто знаходиться приблизно в 50 км на північний схід від пакистанського Сіялкоту і за 600 км на північний захід від Делі. Через Джамму протікає річка Таві.
Клімат
Для Джамму, як і для інших міст Північно-Західної Індії характерний субтропічний океанічний клімат (класифікація кліматів Кеппена: Cwa),. Середня річна температура становить 24,2 °C; середня річна норма опадів — 1238 мм. Найпосушливіший місяць — листопад, норма опадів якого становить 9 мм; найбільш дощовий місяць — серпень, з нормою опадів 349 мм. Найтепліший місяць — липень (середня температура налічує 34,1 °C); найхолодніший місяць — січень (13,1 °C).

## Населення
Населення за даними перепису 2011 року становить 651 826 осіб. Населення розмовляє переважно мовою догрі; поширені також гінді, урду, кашмірі та англійська. Найпоширеніша релігія — індуїзм, за даними перепису 2001 року її сповідували 84% населення; 11% сповідували іслам, 3% — сикхізм і 2% — християнство.

## Транспорт
Місто є важливим транспортним вузлом, має залізничне сполучення. Національне шосе № 1 з'єднує Джамму з Кашмірською долиною. Аеропорт Джамму знаходиться за 7 км від міста; здійснюються регулярні рейси у Срінагар, Лех, Делі, Мумбаї та інші міста країни.